# Dortmunder Rundweg

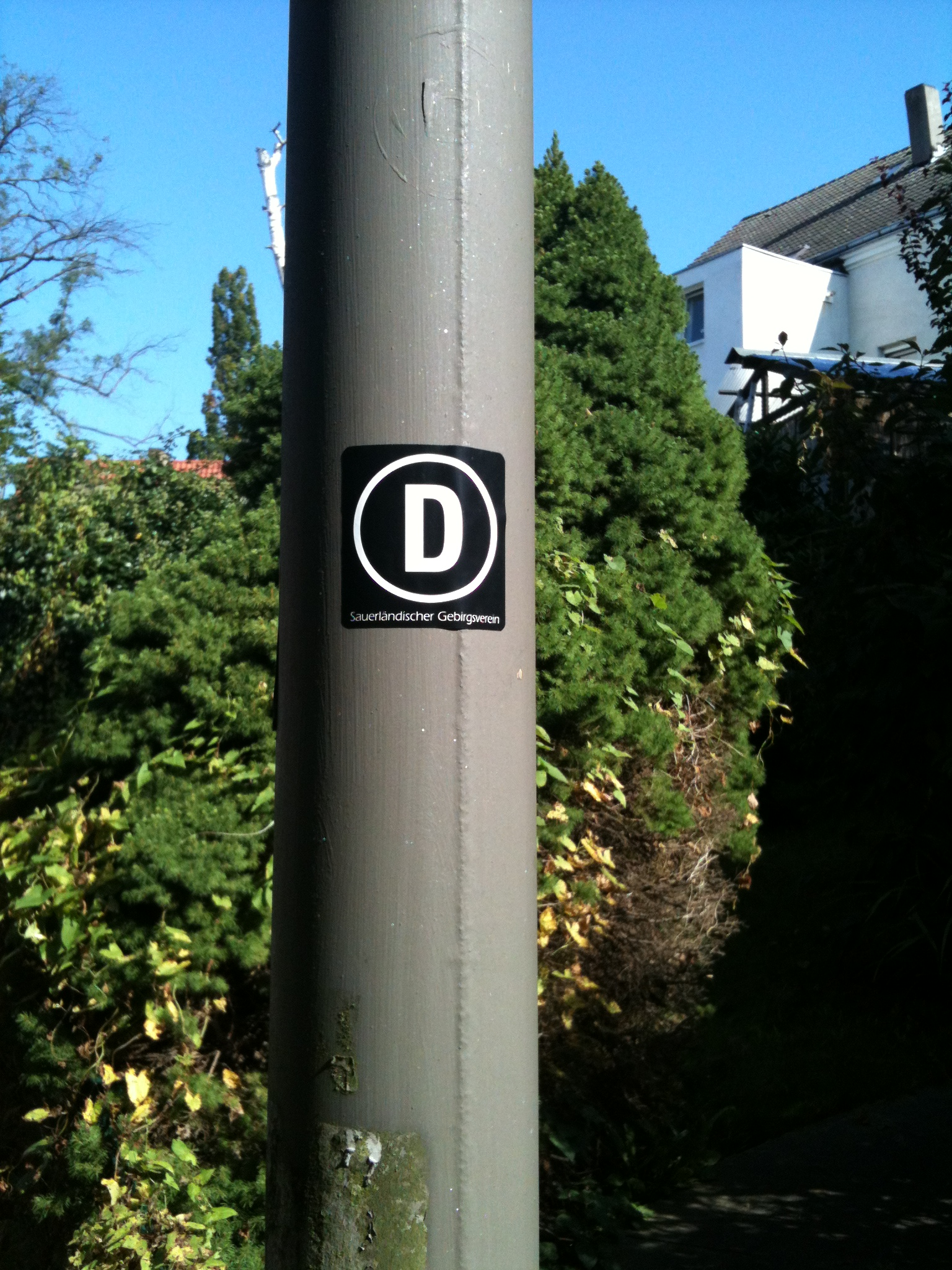
Das Zeichen des Dortmunder Rundweges.

Der Dortmunder Rundweg ist ein ca. 110 Kilometer langer Rundwanderweg um die Stadt Dortmund. Als Wegzeichen besitzt der Wanderweg ein D im Kreis. Die Auffrischung der Wegzeichen erfolgt in regelmäßigen Abständen durch den Sauerländischen Gebirgsverein. Der Wanderweg ist so angelegt, dass in regelmäßigen Abständen die Möglichkeit einer Anbindung an die öffentlichen Verkehrsmittel besteht (z. B. Haltestelle Groppenbruch, U-Brambauer) und ist in beiden Richtungen begehbar.

## Wegbeschreibung
Ein möglicher Startpunkt ist der Bahnhof Dortmund-Lütgendortmund geeignet. Im Uhrzeigersinn wird von dort nach ca. 1 km der waldreiche Volksgarten Lütgendortmund, der über befestigte Wege verfügt, überquert. Nach ca. 2 km folgen das Wasserschloss Haus Dellwig und anschließend der Stadtteil Frohlinde mit dem sich zum Mühlenteich stauenden Mühlenbach und dem Golfplatz, an dem der Rundweg entlangführt. Danach steigt er leicht an, bis er relativ nah an der westlichen Seite der Bundesautobahn 45 in dem Bodelschwingher Schlosswäldchen wieder ab- und ansteigt und zu einem zum Wasserschloss gehörenden Waldfriedhof mit einem steinernen Pavillon am Eingang führt. Er verläuft über Dingen am Deininghauser Bach entlang und kreuzt anschließend die Bundesautobahn 42. Nun führt er über den Stadtteil Deininghausen in das Naturschutzgebiet Beerenbruch mit dem Brunosee. Im Castrop-Rauxeler Stadtteil Ickern quert er dann die Emscher und dicht daran auch die Bundesautobahn 2 und richtet zum Dortmund-Ems-Kanal und an seiner westlichen Seite, an ihm, zum ersten Mal, entlang. An der Haltestelle Groppenbruch bietet sich ein erneuter Ein-/Ausstieg an. Über den Stadtteil Dortmund-Groppenbruch kehrt der Wanderweg dann zum Dortmund-Ems-Kanal zurück, überquert ihn und verläuft diesmal an seinem östlichen Ufer entlang in das Naturschutzgebiet Groppenbruch. Zurück über die A 2 erreicht er nun das Naturschutzgebiet Herrentheyer Wald. In der Straße Kamphecke in Dortmund-Holthausen befinden sich die Raststelle Zu den drei Bänken mit Panoramaaussicht auf die Landschaft Richtung Dortmund-Mengede. Von dort wird im weiteren Verlauf das Naturschutzgebiet Grävingholz in ca. 15 Minuten Fußmarsch erreicht. Danach bietet sich ein weiterer Ein-/Ausstiegspunkt an der Haltestelle Waldesruh oder Grävingholz der Stadtbahn Dortmund U 41.

## Bilder

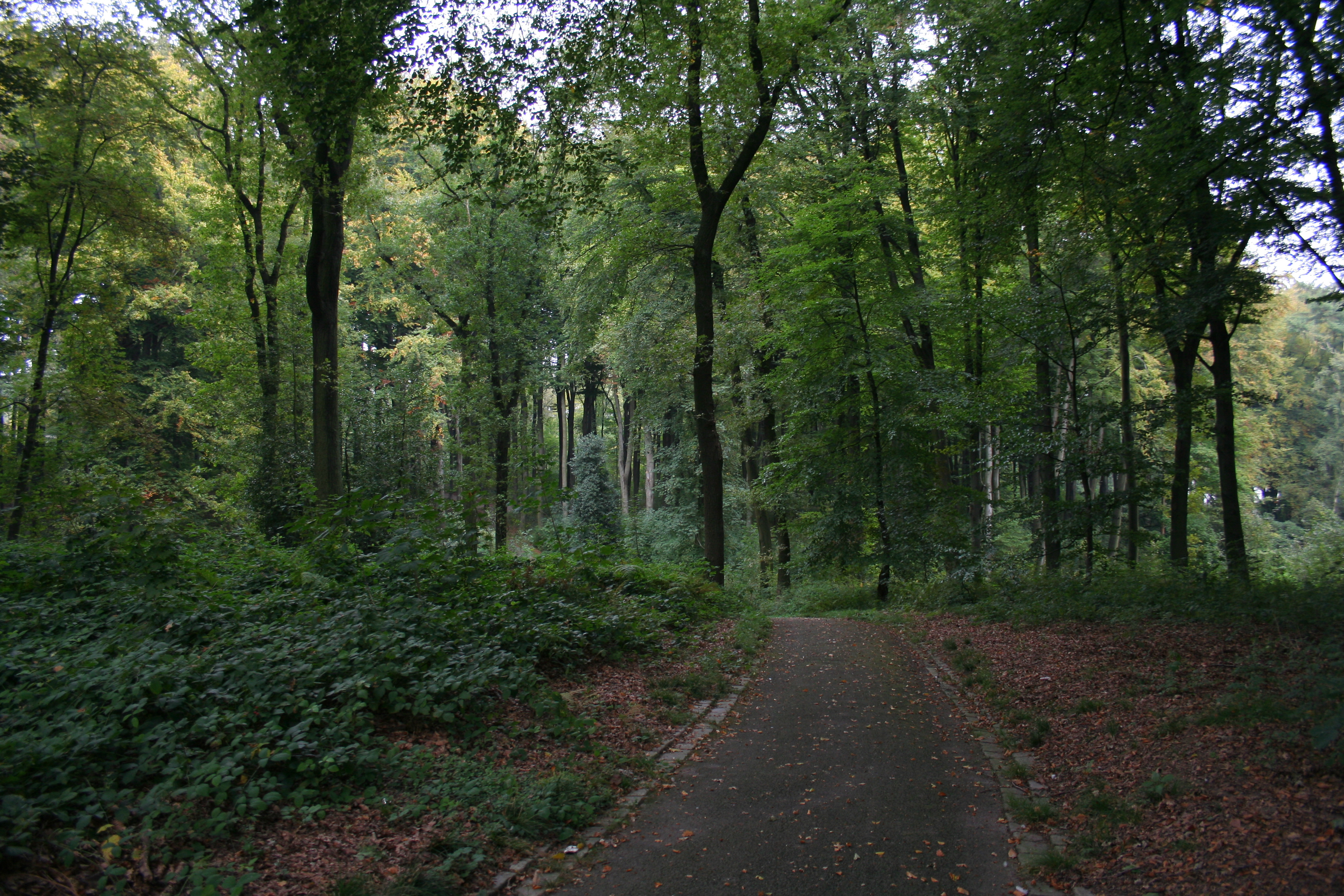
Einer der befestigten Wege im Volksgarten Lütgendortmund
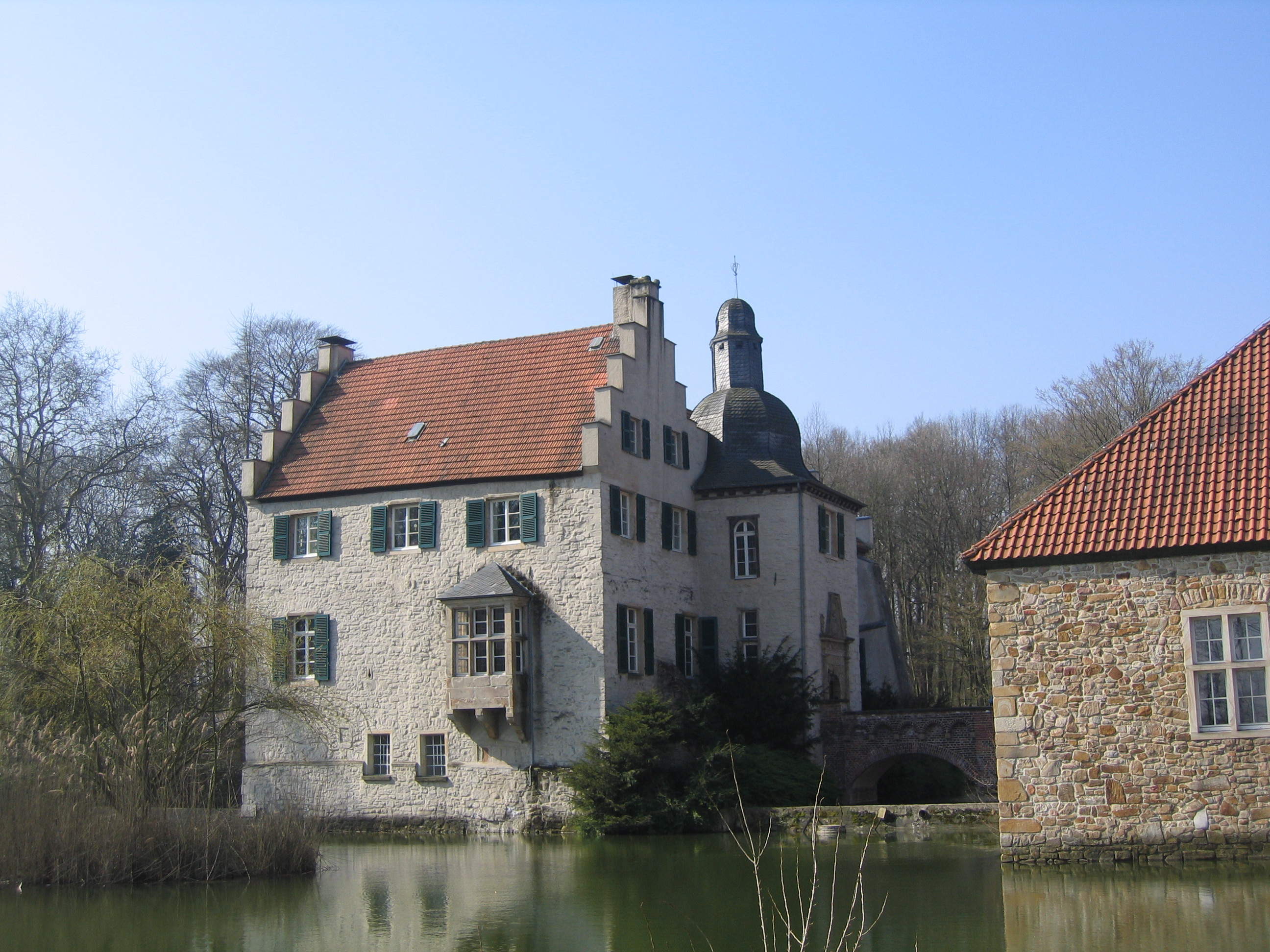
Wasserschloss Haus Dellwig aus der nord-östlichen Sicht
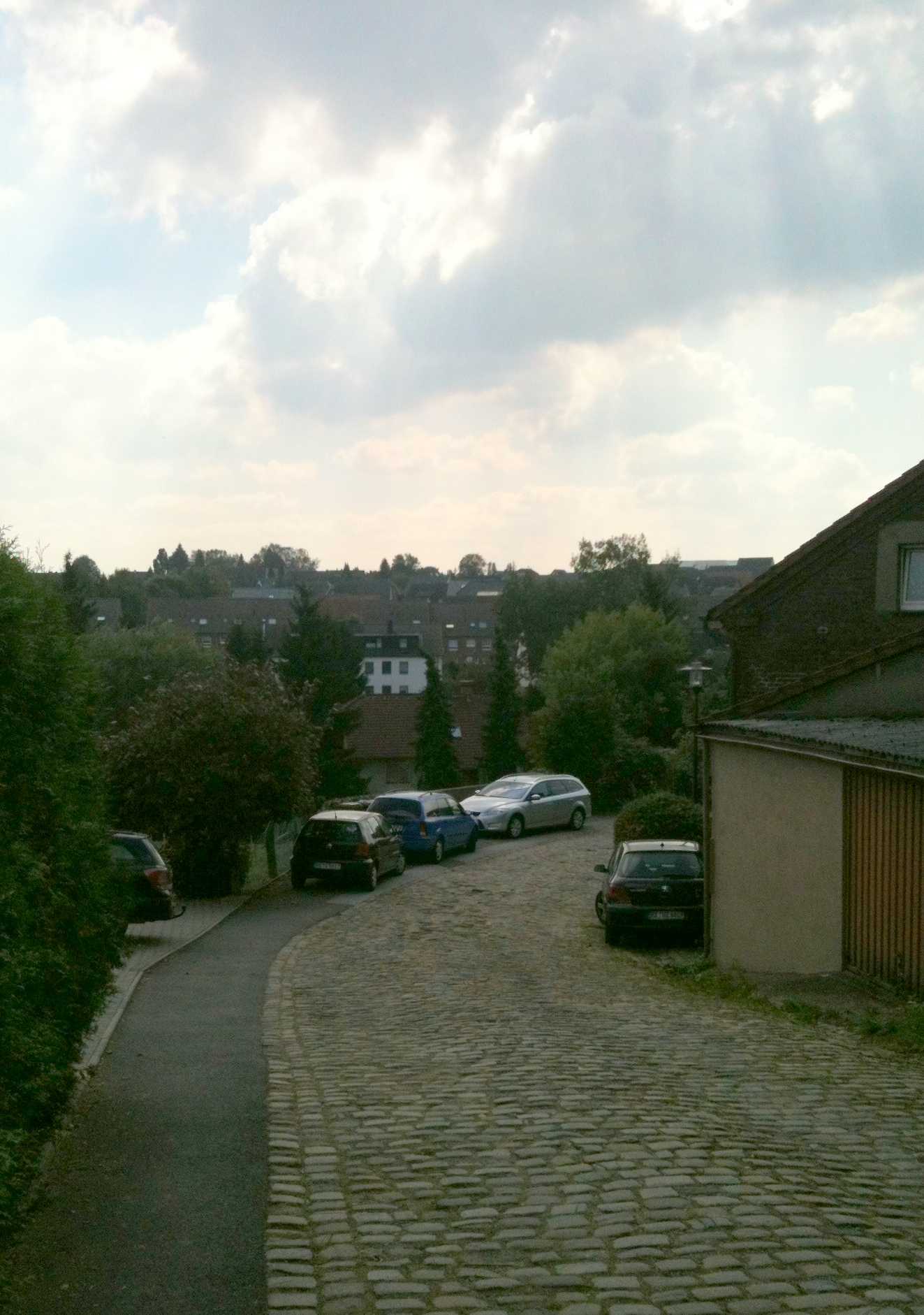
Blick über den Castrop-Rauxeler Stadtteil Frohlinde
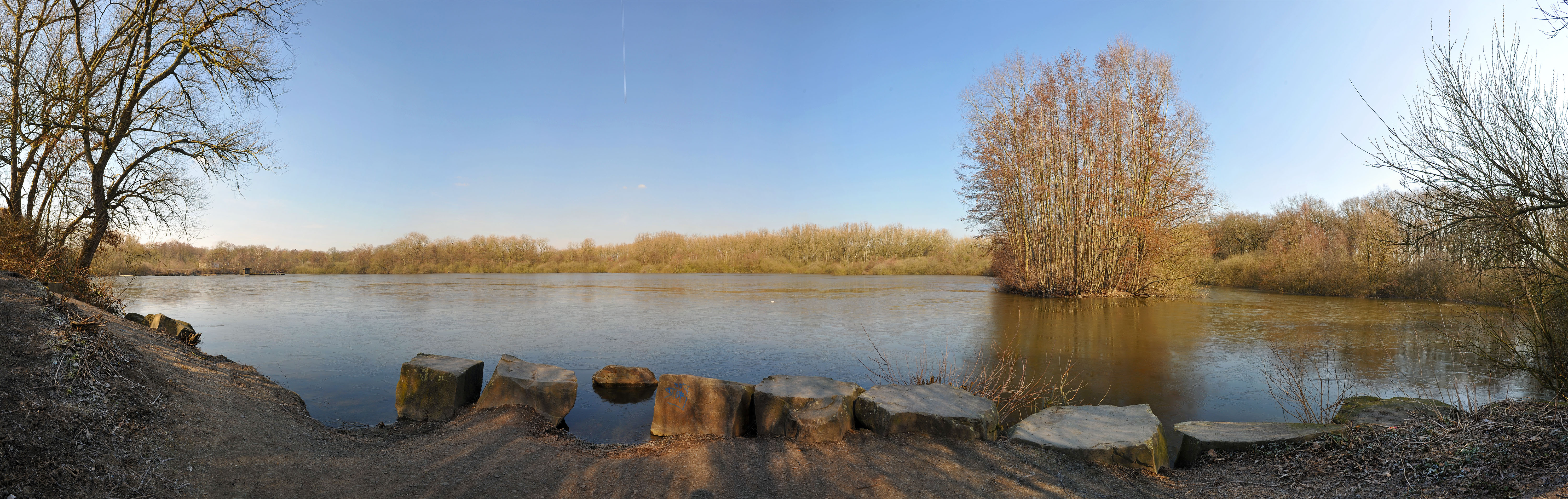
Naturschutzgebiet Beerenbruch mit Brunosee
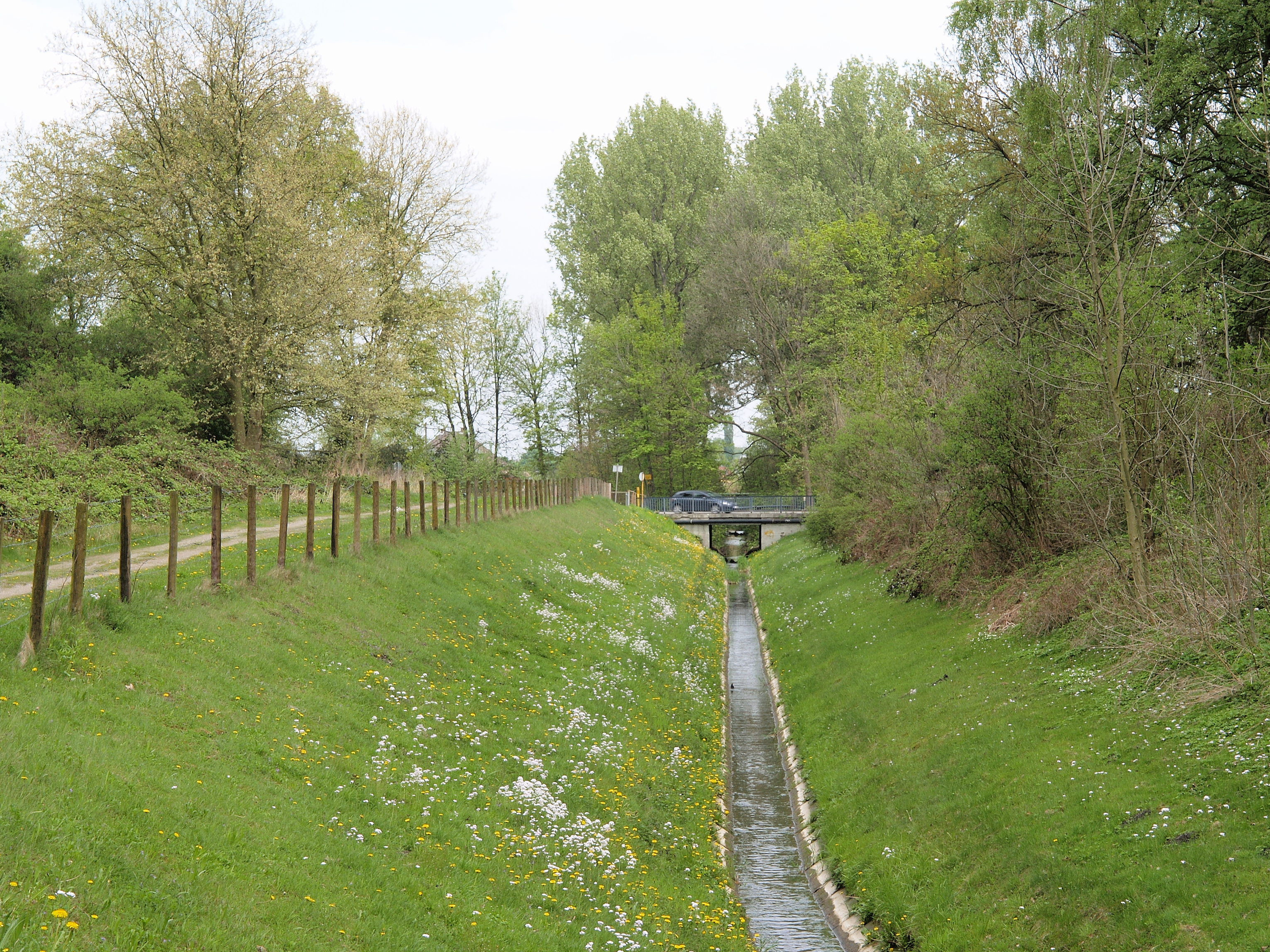
Deininghauser Bach
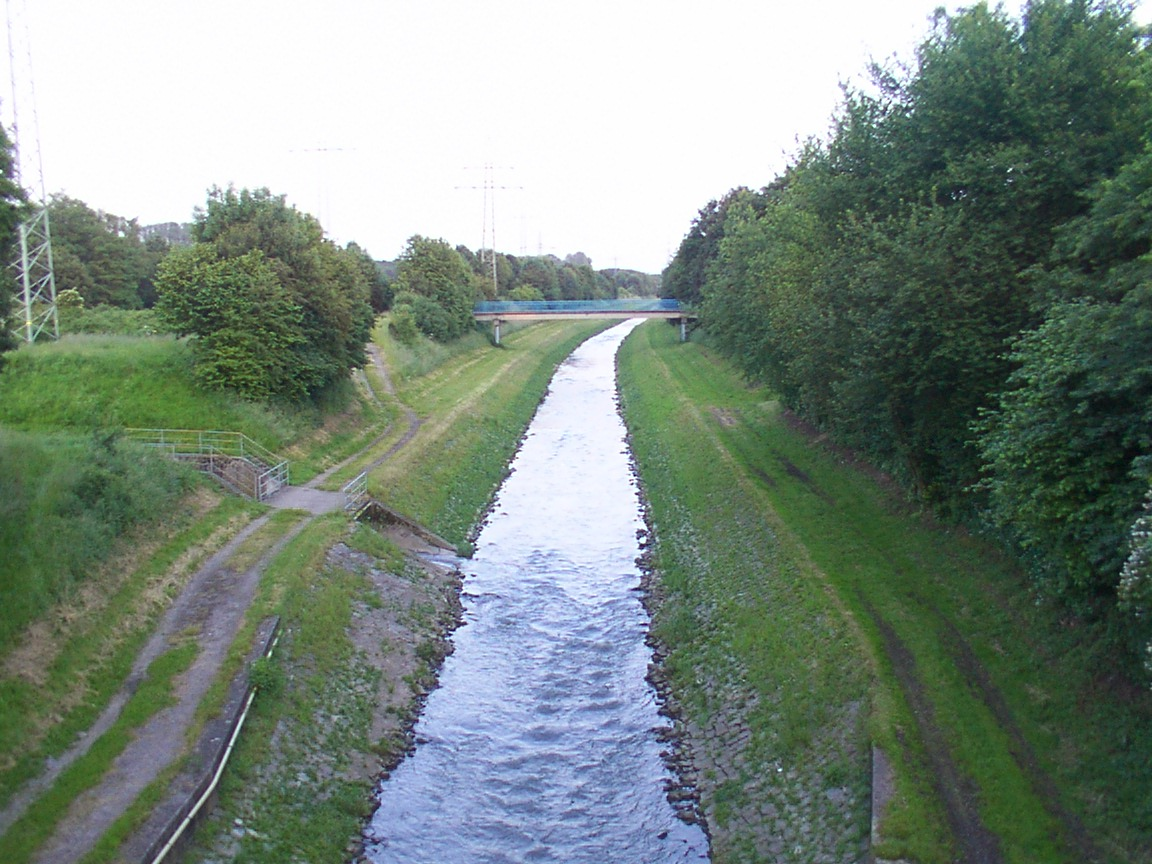
Emscher bei Ickern
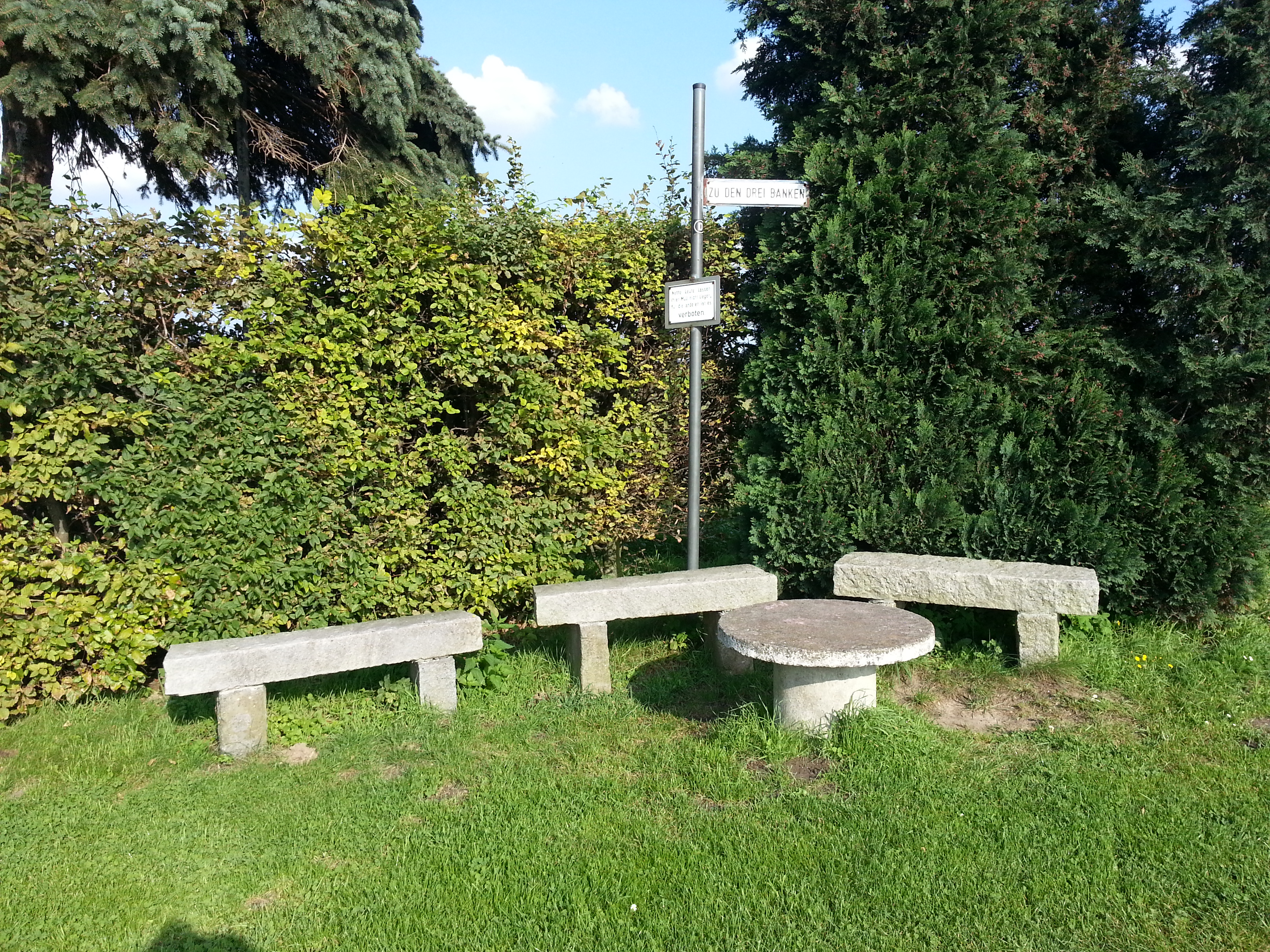
Raststelle Zu den drei Bänken in Dortmund-Holthausen
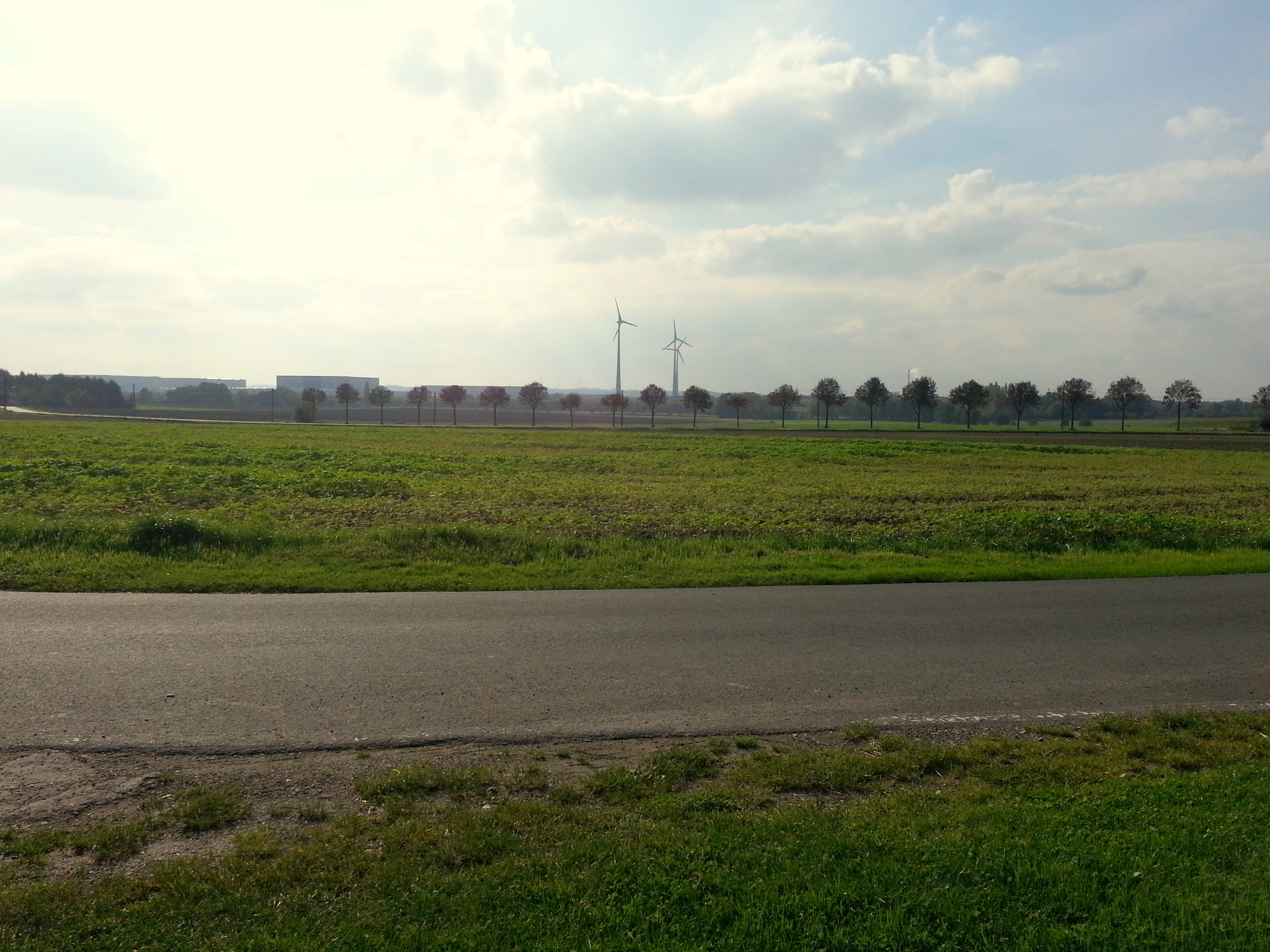
Zu den drei Bänken – Blick auf den Dortmunder Stadtteil Mengede
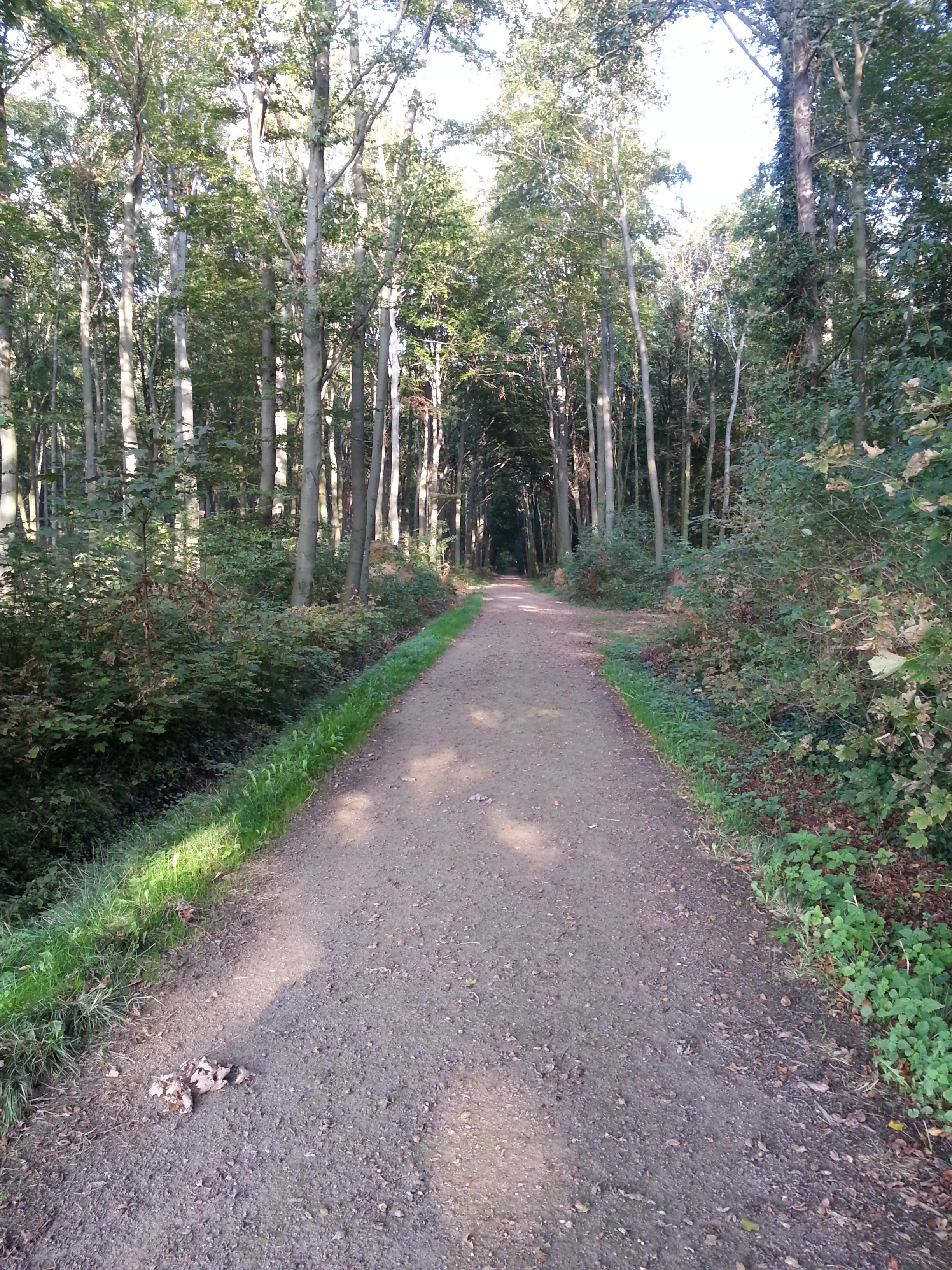
Allee im Naturschutzgebiet Grävingholz